# Седам мора
Средњовековна европска и арапска књижевност често помињу Седам мора. На која мора се притом мисли зависи од контекста. „Седам мора“ су била општа фраза у многим древним књижевностима пре него што су је преузели Грци и Римљани; први пут се помиње у преводу једне Енхедуанине химне Инани (Химна 8), написане око 2300. п. н. е. у Сумеру. Број седам је у многим традицијама и сам поседовао сопствену древну магију. „Седам“ као неодређен број дуго је био синоним за „неколико“, као у грчких Седам мора. У грчкој и западној култури, „седам“ мора су се мењала временом, варирајући у зависности од дела света и периода времена. Међутим, обично се број седам користио за следећих једанаест водених површина:
- Јадранско море
- Егејско море
- Арапско море
- Црно море
- Каспијско море
- Индијски океан
- Ирско море
- Средоземно море
- Северно море
- Персијски залив
- Црвено море

## Друге групе мора
Стари Римљани су имали и друга значења за Septem maria (латински), која данас звуче необично. Пловна мрежа рукаваца у ушћу реке По који су се изливали у слане мочваре јадранске обале називала се „Седам мора“ у том подручју. Римски писац Плиније Старији помињао је те лагуне, раздвојене пешчаним спрудовима од отвореног мора:

"Све те речице и јарке некад су направили Етрурци, па се ток реке изливао у мочваре подручја Атријана које се називају Седам мора, са славном луком етрурског града по имену Атриа, по коме је Јадран добио име." (Historia Naturalis, III 120).

Тако данас у Музеју Septem Maria можемо видети како се та цивилизација воде развијала од праисторије до данас. Музеј се налази у Адрији у Ровигу, некадашњој Атрији .
Рани морепловци Индијског океана тврдили су да се он састоји од седам мора, од којих је сваки имало своје име и посебне карактеристике. Исламски писац al-Ya'qubi је записао:

"Ко год жели да стигне до Кине мора да преплови седам мора, од којих свако има своју боју, ветрове и рибе савим другачије од оног иза себе. Прво од њих је Море Фарс, које почиње од Сирафа. Завршава се у Ra's al-Jumha-и; то је морски теснац у коме се ваде бисери. Друго море почиње у Ra's al-Jumha и зове се Larwi. То је велико море, и у њему је острво Waqwaq и друга која припадају Zanj-у. Ова острва имају краљеве. Овим морем се може пловити само уз помоћ звезда. У њему су огромне рибе и многа чуда која се не могу описати. Треће море се зове Harkand и у њему је острво Sarandib на којем има драгог камења и рубина. Ове острва имају краљеве, али је један краљ над свима њима. На острвима овог мора расте бамбус и ратан. Четврто море се зове Kalah-barm плитко је и настањено огромним змијама. Понекад оне плове на ветру и уништавају бродове. Овде су острва где расте камфорово дрво. Пето острво се зове Salahit, врло је велико и испуњено многим чудесима. Шесто море зове се Kardanj; и на њему често пада киша. Седмо море се зове Sanji, а познато је и као Kanjli. То је кинеско море; ношени јужним ветром долазите до залива са слатком водом, дуж кога су утврђена места и градови, и тако упловљавате у Khanfu."

John Lightfoot, свештеник и научник из 17. века, помиње сасвим другачији скуп мора у свом Коментару Новог завета. Поглавље Седам мора према талмудистима и четири реке које окружују копно садржи „Велико море“ (Медитеран), „Тиберијаду“ (Галилејско море), „Море Содоме“ (Мртво море), „Језеро Samocho" и "Sibbichaean". 
Међу морепловцима, још од колонијалних времена, „путовање преко седам мора“ је значило да је неко препловио седам малих мора до Холандске Источне Индије. У ствари то је значило да су отпловили до и вратили се са друге стране света.

## Модерних седам мора
Неке савремене географске класификације набрајају седам светских океана:
- Северни Пацифик
- Јужни Пацифик
- Северни Атлантик
- Јужни Атлантик
- Индијски океан
- Јужни океан
- Северни ледени океан

Релативно стандардизована иконографија која говори о Четири континента и Четири реке света, која се развила у Ренесанси, успоставила је јасне слике у европској машти, али седам мора се није јасно разликовало - Нептун је владао над свима. Радјард Киплинг је једну своју збирку песама назвао Седам мора (1896) и посветио је граду Бомбају.